# Zentrierhilfe
Die Zentrierhilfe ist eine Vorrichtung, mit deren Hilfe passgenaue Papier-Klebeetiketten für Musik- oder Daten-CDs vor dem Aufkleben auf den Datenträger ausgerichtet werden.
Zentrierhilfen werden meistens als Bestandteil sogenannter „Labeling Kits“ im Bündel mit den Etiketten und Beschriftungsprogrammen verkauft. Es sind aber auch Produkte separat erhältlich, außerdem solche für unterschiedliche Innenlochdurchmesser der CD-Rohlinge.
Die Vorrichtung erfüllt zwei Zwecke gleichzeitig:
- Sie verhindert, dass die Etiketten gegen den Mittelpunkt verrutschen. Damit würde die CD im Laufwerk unwuchtig rotieren, was bei höheren Geschwindigkeiten Beschädigungen am Gerät zur Folge haben kann.
- Außerdem bieten die besseren Zentrierhilfen eine stabile Unterlage, die das gleichmäßige Aufdrücken der Klebeetiketten erlaubt, ohne dass dabei Kratzer auf dem Datenträger riskiert würden.